# Whaleyville
Whaleyville é uma Região censo-designada localizada no estado americano de Maryland, no Condado de Worcester.

## Demografia
Segundo o censo americano de 2000, a sua população era de 124 habitantes.

## Geografia
De acordo com o United States Census Bureau tem uma área de
2,5 km², dos quais 2,5 km² cobertos por terra e 0,0 km² cobertos por água. Whaleyville localiza-se a aproximadamente 11 m acima do nível do mar.

## Localidades na vizinhança
O diagrama seguinte representa as localidades num raio de 16 km ao redor de Whaleyville.